# 規範性
規範性（きはんせい、英語: normativity）とは一般的に、評価基準に関することを意味する。規範性とは、人間社会において、ある行動や結果を良いもの、望ましいもの、許容されるものとして指定し、他の行動や結果を悪いもの、望ましくないもの、許容されないものとして指定する現象のことである。この意味での規範とは、行動や結果を評価したり判断したりするための基準を意味する。「規範的」とは、やや紛らわしいが、記述的な基準に関連するという意味で使われることもある。この意味で、規範は評価的なものではなく、行動や結果を判断するための根拠となるものでもなく、単に行動や結果に関する事実や観察であり、判断を伴わない。科学、法学、哲学の研究者の多くは、「規範」という用語の使用を評価的な意味に限定し、行動や結果の記述を肯定的、記述的、予測的、経験的と呼ぼうとしている。
「規範的（normative）」という用語は、哲学、社会科学、法学など、学術分野ごとに特別な意味で使用される。ほとんどの文脈では、規範的とは「評価や価値判断に関連する」ことを意味する。規範的な命題は、何らかの行動の対象や方向を評価する傾向がある。規範的な内容（normative content）は、記述的な内容（descriptive content）とは異なる。